# Desa Medono (administrativ by i Indonesien, lat -7,15, long 110,34)
Desa Medono är en administrativ by i Indonesien.   Den ligger i provinsen Jawa Tengah, i den västra delen av landet, 400 km öster om huvudstaden Jakarta.